# Selyemgébics
A selyemgébics (Hypocolius ampelinus) a verébalakúak (Passeriformes) rendjén belül a selyemgébicsfélék (Hypocoliidae) családját alkotó egyetlen nem, a Hypocolius nem egyetlen faja.

## Előfordulása
Irak, Irán, Pakisztán, Türkmenisztán területén honos, telelni a Vörös-tengerhez, a Perzsa-öböl térségébe és Arábiába vonul.

## Szaporodása

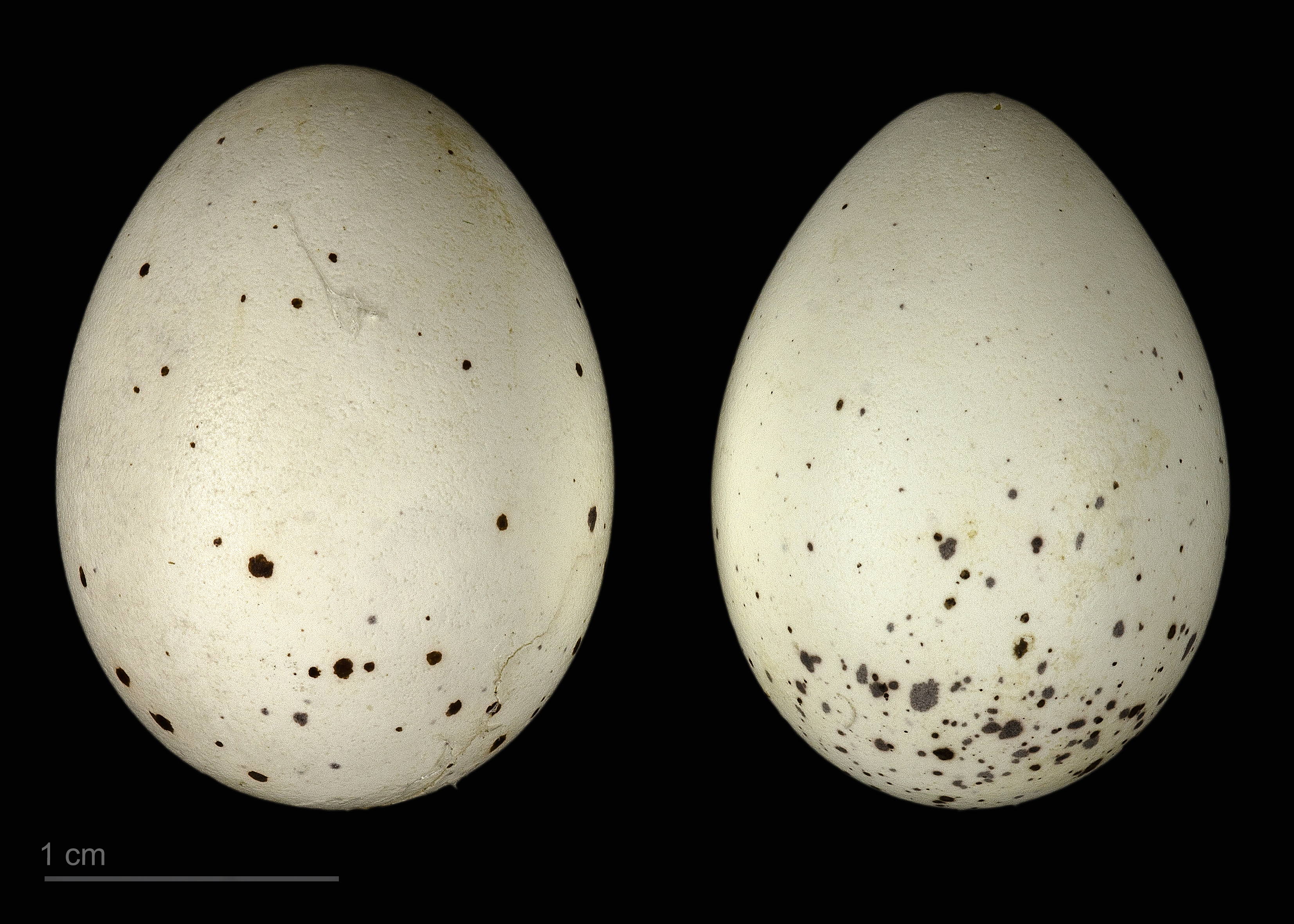
Hypocolius ampelinus

Fészekalja 3-4 tojásból áll.